# Кустово (Островский район)
Кустово — деревня в Островском районе Псковской области. Входит в состав Воронцовской волости.
Расположена в 35 км к юго-востоку от города Остров и в 8 км к юго-западу от волостного центра, села Воронцово.
Численность населения деревни по состоянию на 2000 год составляет 9 жителей.